# Phil Willis, Baron Willis of Knaresborough

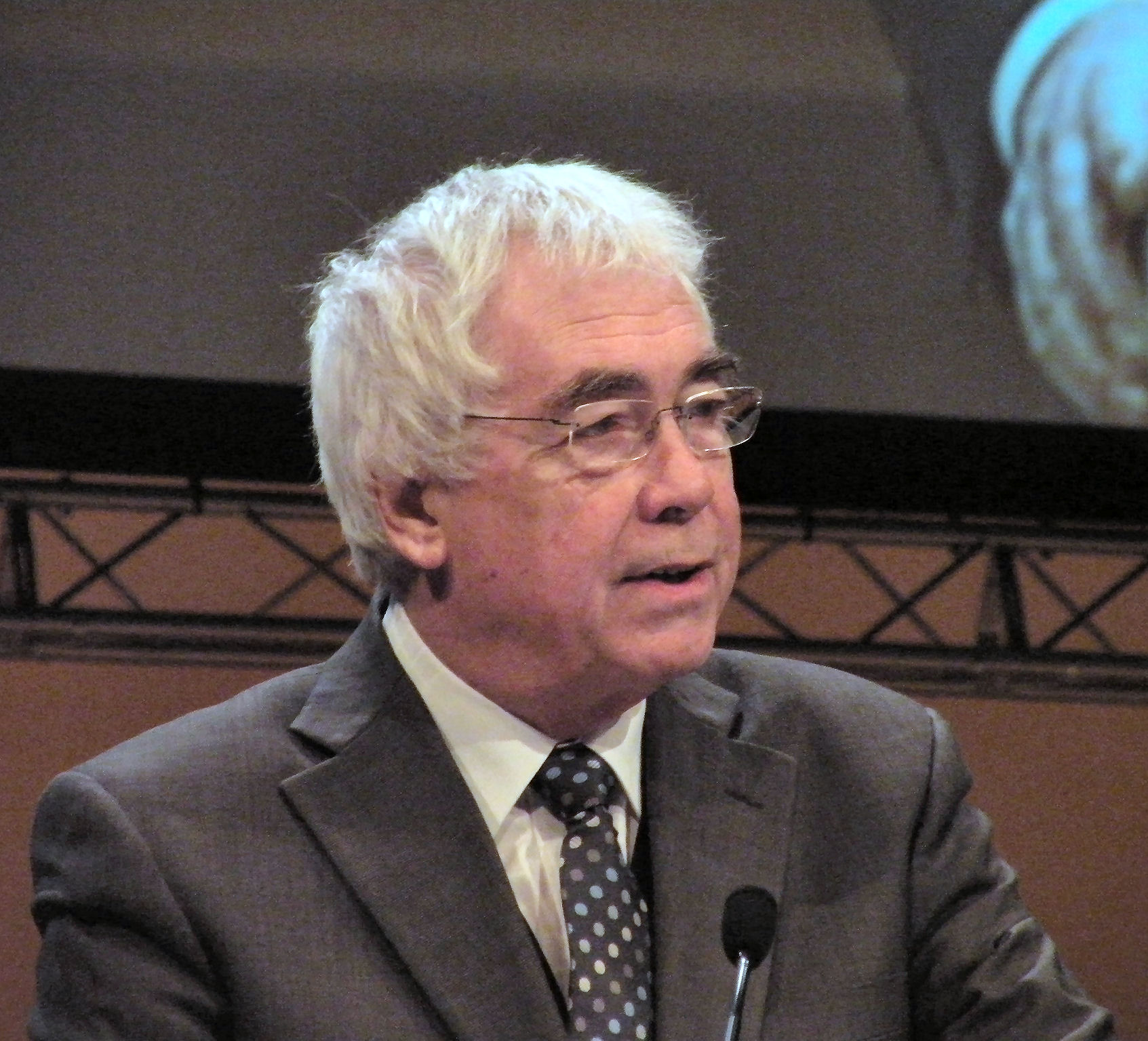
Phil Willis (2009)

George Philip „Phil“ Willis, Baron Willis of Knaresborough (* 30. November 1941) ist ein ehemaliger britischer Lehrer und Politiker der Liberal Democrats, der mehrere Jahre Abgeordneter im House of Commons war und seit 2010 als Life Peer Mitglied des House of Lords ist.

## Leben

### Studium und berufliche Laufbahn
Nach dem Besuch der Grammar School in Burnley begann Willis ein Studium am City of Leeds and Carnegie College, einem heutigen Teil der Leeds Metropolitan University, und erwarb dort 1963 ein Pädagogisches Zertifikat (Certificate in Education). Anschließend war er zwischen 1963 und 1965 Lehrer an der Middleton County Secondary Boys’ School sowie danach bis 1967 Leiter der Abteilung für Geschichte an der Moor Grange County Secondary Boys’ School, ehe er zwischen 1967 und 1974 als Oberlehrer (Senior Master) an der Primrose Hill High School arbeitete.
Während einer darauf folgenden Verwendung als Konrektor (Deputy Head) an der West Leeds Boys’ Grammar School zwischen 1974 und 1978 absolvierte Willis ein postgraduales Studium der Pädagogik an der University of Birmingham und beendete dieses 1978 mit einem Bachelor of Philosophy (B.Phil.Education).
Daraufhin verzog er von Leeds in die Region Teesside, wo er zwischen 1978 und 1982 Schulleiter (Head Teacher) der Ormesby School in Cleveland war. Im Anschluss kehrte er nach Leeds zurück und war dort in den Jahren 1983 bis 1997 Schulleiter der John Smeaton Community High School in Pendas Fields.

### Politische Laufbahn

#### Kommunalpolitiker und Unterhausabgeordneter
Ende der 1980er begann Willis seine politische Laufbahn in der Kommunalpolitik, als er 1988 für die Liberal Democrats zum Mitglied des Rates des Borough of Harrogate gewählt wurde und diesem bis 1999 angehörte. Während dieser Zeit war er von 1990 bis 1997 Vorsitzender dieses Rates.
Zugleich war er zwischen 1993 und 1997 auch Mitglied des Rates der Grafschaft North Yorkshire sowie zeitgleich stellvertretender Vorsitzender dieses Rates.
Bei den Unterhauswahlen vom 1. Mai 1997 wurde Willis zum Abgeordneten des House of Commons gewählt und vertrat in diesem bis zu den Unterhauswahlen am 6. Mai 2010 den Wahlkreis Harrogate and Knaresborough.
Während seiner langjährigen Unterhauszugehörigkeit war er zunächst zwischen 1997 und 1999 Sprecher der liberaldemokratischen Fraktion im House of Commons für weitere und höhere Bildung sowie Erwachsenenbildung, ehe er zwischen 1999 und 2001 erst „Schatten-Minister“ für Bildung und Beschäftigung und danach von 2001 bis 2005 für Bildung und Fähigkeit im Schattenkabinett seiner Partei war.
Danach war Willis, der von 1999 bis 2000 Mitglied des Unterhausausschusses für Bildung und Beschäftigung war, zwischen 2005 und 2007 Vorsitzender des Unterhausausschusses für Wissenschaft und Technologie sowie von 2007 bis 2010 des Unterhausausschusses für Innovation, Universitäten, Wissenschaft und Fähigkeit. Während dieser Zeit leitete Wills 2007 als Vorsitzender auch den Gemeinsamen Parlamentsausschuss zur Beratung des Draft Human Tissue und Embryos Bill.

#### Oberhausmitglied
Nach seinem Ausscheiden aus dem House of Commons wurde Willis am 18. Juni 2010 als Baron Willis of Knaresborough, of Harrogate in the County of North Yorkshire, zum Life Peer erhoben. Am 7. Juli 2010 folgte daraufhin seine Einführung ins House of Lords. Seitdem ist er Mitglied des Oberhausausschusses für Wissenschaft und Technologie.
Daneben fungiert Lord Willis seit 2010 als Vorsitzender der Vereinigung der Hilfsvereine für medizinische Forschung (Association of Medical Research Charities (AMRC)) sowie der Gemeinnützigen Trust der Vereinigung der Colleges (Association of Colleges Charitable Trust). Des Weiteren engagiert er sich seit 2011 als Mitglied des Beirates des Nationalen Umweltforschungsrates (Natural Environment Research Council) sowie der Stiftung für Forschung und Technologie (Foundation for Science and Technology) und ist auch Vorsitzender der e-Learning Foundation.